# Épître au Tigre de France
Pour les articles homonymes, voir Tigre (homonymie).
L’Épître au Tigre de France, ou Le Tigre, est un pamphlet (ou libelle) publié en 1560. Publié anonymement, il est par la suite attribué au jurisconsulte calviniste François Hotman.
Le libelliste commence par apostropher Charles de Lorraine (1524-1574) à la manière de Cicéron. Il remonte ensuite jusqu'à François Ier pour stigmatiser les Guise. Hotman cherche ainsi à démontrer leur emprise sur le jeune roi François II et, plus largement, leur influence néfaste sur le royaume de France.
Généralement présenté comme un chef-d'œuvre d'éloquence, fruit de la rhétorique humaniste et protestante, le Tigre est l'un des plus célèbres libelles diffamatoires de son époque. Il est également considéré, bien que cela soit un anachronisme, comme le « J'accuse » de la seconde moitié du XVIe siècle. Henri Martin écrit même que « chaque ligne semble écrite à la pointe du glaive, avec le sang des martyrs ».

## Contexte et résumé

### La mainmise des Guise sur le pouvoir
Dans les jours qui suivent la mort accidentelle d’Henri II, le 10 juillet 1559, ce sont le duc François de Guise et son frère le cardinal de Lorraine qui parviennent à s’imposer, prenant en mains les affaires du royaume. François II, bien qu’étant majeur, laisse cette régence s’installer. Ce changement au sommet de l’État se fait au détriment d’Antoine de Bourbon, roi de Navarre et prince de sang, dans lequel les réformés fondent leurs espoirs. Le royaume de France traverse une période difficile, marquée par la contestation du pouvoir et l’enracinement de la Réforme. Par conséquent, le Tigre fait écho à un sentiment de confiscation du pouvoir par une partie des élites du royaume de France. Les Guise symbolisent cet accaparement de l’autorité, ce qui en fait des cibles privilégiées pour les protestants mais aussi pour certains catholiques.

### Les suites de la conjuration d'Amboise (mars 1560)
Après l’échec de la conjuration, s’ouvre une véritable guerre pamphlétaire. C’est dans ce contexte que paraît le Tigre, imprimé à Strasbourg et publié anonymement, un court texte se composant de onze pages (sept feuillets). Malgré cette concision, il est souvent considéré comme le point culminant de ce déchaînement des plumes. Sans évoquer directement la conjuration, le texte se concentre sur la figure du cardinal de Lorraine, assimilé à un tigre féroce. Le Tigre établit un acte d’accusation impitoyable qui impute au prélat tous les maux du royaume. Le texte remonte jusqu’au règne de François 1er pour démontrer la genèse de l’ambition dangereuse des Guise.